# Borgo a Mozzano
Borgo a Mozzano ist eine italienische Gemeinde in der Provinz Lucca in der Toskana mit 6677 Einwohnern (Stand 31. Dezember 2023).

## Geografie

Lage der Gemeinde Borgo a Mozzano in der Provinz Lucca

Borgo a Mozzano liegt im Serchiotal in der Garfagnana etwa 15 km nördlich der Provinzhauptstadt Lucca und rund 62 km nordwestlich der Regionalhauptstadt Florenz in der klimatischen Einordnung italienischer Gemeinden in der Zone D, 2 020 GG. Wichtige Gewässer im Gemeindegebiet sind neben dem Serchio (14 km im Gemeindegebiet) die Torrenti Lima (2 km im Gemeindegebiet), Turrite Secca (2 km im Gemeindegebiet), Celetra (4 km im Gemeindegebiet), Pedogna (4 km im Gemeindegebiet), Pizzorna (4 km im Gemeindegebiet) und Socciglia (6 km im Gemeindegebiet).
Zu den Ortsteilen (frazioni) gehören Anchiano (100 m, ca. 270 Einwohner), Chifenti (111 m, ca. 430 Einwohner), Corsagna (401 m, ca. 650 Einwohner), Cune (515 m, ca. 180 Einwohner), Diecimo (76 m, ca. 750 Einwohner), Domazzano (190 m, ca. 130 Einwohner), Gioviano (280 m, ca. 120 Einwohner), Motrone (683 m, ca. 30 Einwohner), Oneta (317 m, ca. 100 Einwohner), Partigliano (252 m, ca. 200 Einwohner), Pedogna (120 m, ca. 120 Einwohner), Piano della Rocca (110 m, ca. 350 Einwohner), San Romano (440 m, ca. 60 Einwohner), Tempagnano (246 m, ca. 130 Einwohner) und Valdottavo (100 m, ca. 1200 Einwohner). Der Ort Borgo a Mozzano hat ca. 1500 Einwohner.
Die Nachbargemeinden sind Bagni di Lucca, Capannori, Coreglia Antelminelli, Fabbriche di Vergemoli, Gallicano, Lucca, Pescaglia und Villa Basilica.

## Geschichte
Erstmals erwähnt wurde der Ort 879 von Gherardo I., Bischof von Lucca. Im 12. Jahrhundert war der Ort von Pisa und Lucca umkämpft, die im 13. Jahrhundert den Ort ins Vikariat von Coreglia Antelminelli (Vicaria di Coreglia) einteilten. Im 14. Jahrhundert kam es zu Konflikten zwischen Lucca und Florenz und Borgo a Mozzano gelangte ab 1342 für wenige Jahre in den Machtbereich der Fiorentiner. Danach gelangte der Ort wieder in das Vicaria di Coreglia und ab 1562 in das eigene Vicaria di Borgo a Mozzano. Bis 1837 gehörte noch Pescaglia zum Gemeindegebiet, wurde dann aber selbständig. Im Zweiten Weltkrieg lag der Ort an der Gotenstellung.

## Sehenswürdigkeiten

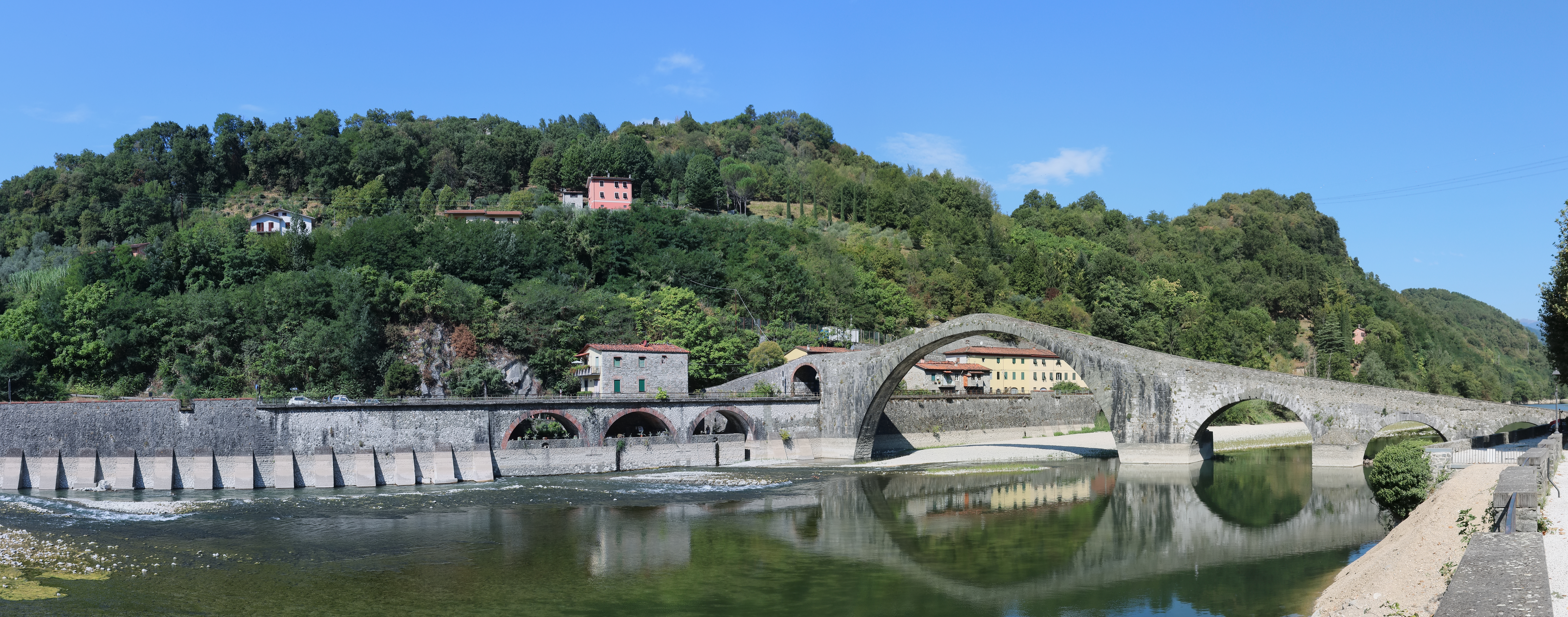
Ponte del Diavolo (Teufelsbrücke)

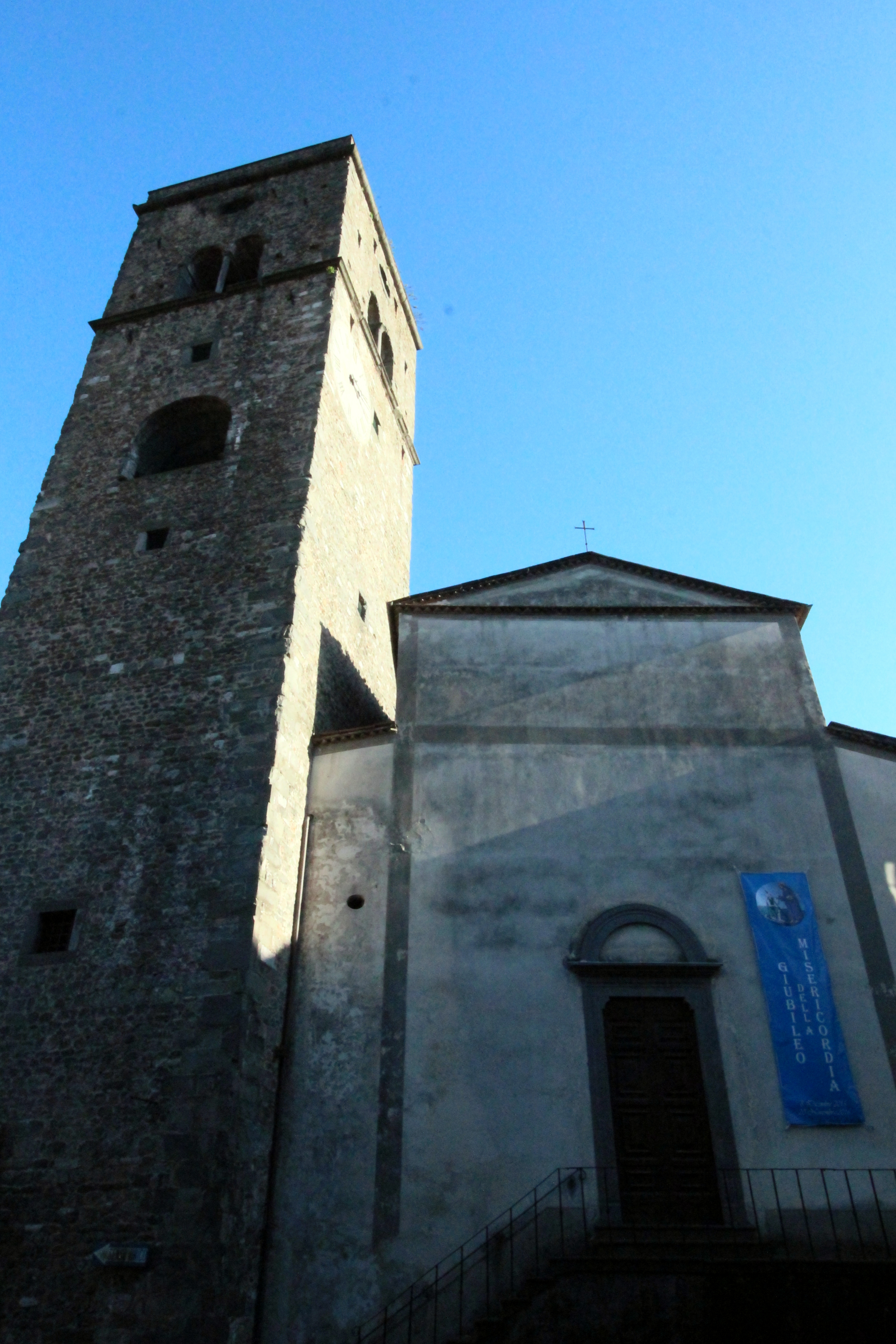
Die Kirche San Jacopo im Ortskern

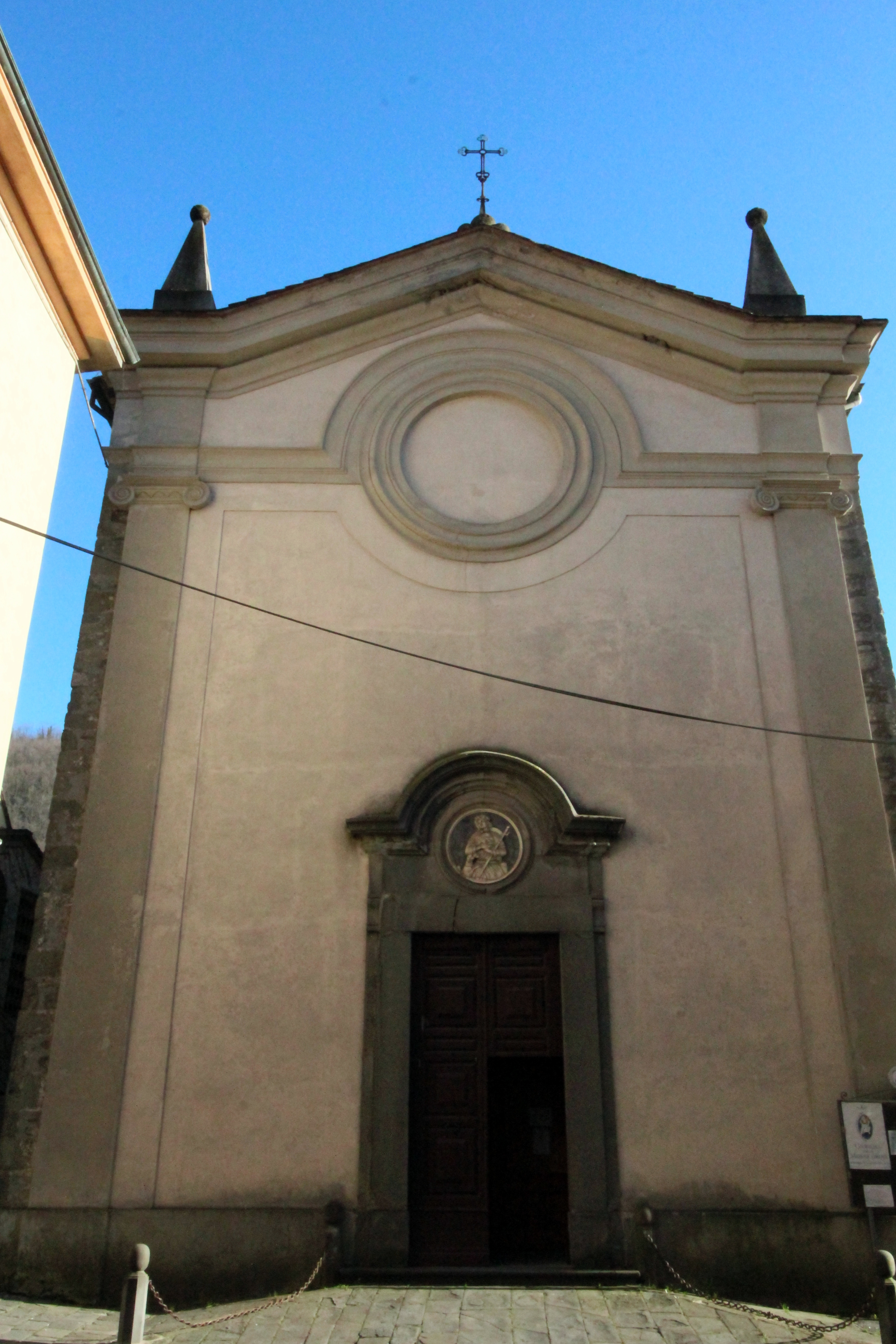
Die Kirche San Rocco im Ortskern

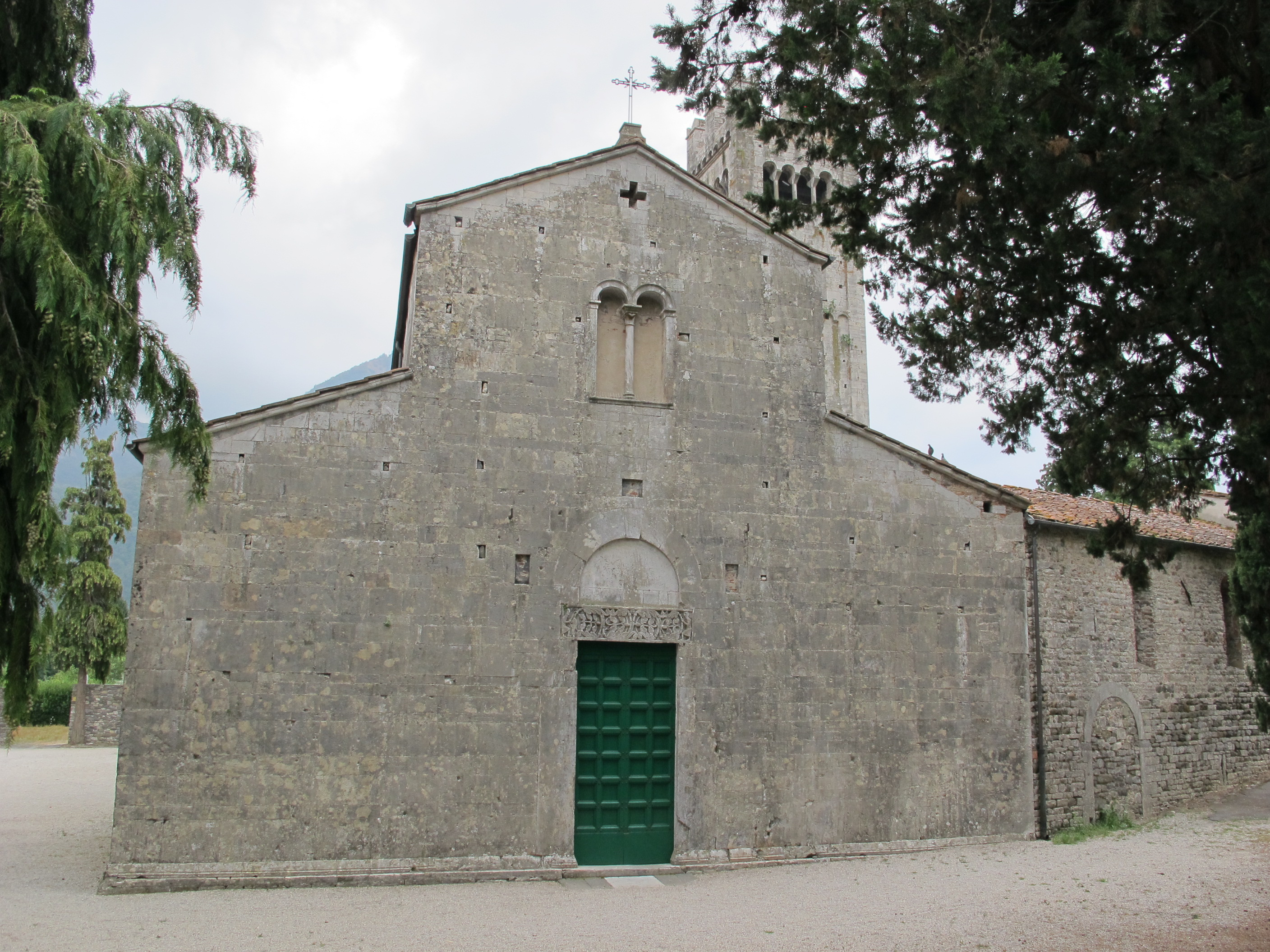
Die Pieve di Santa Maria im Ortsteil Diecimo

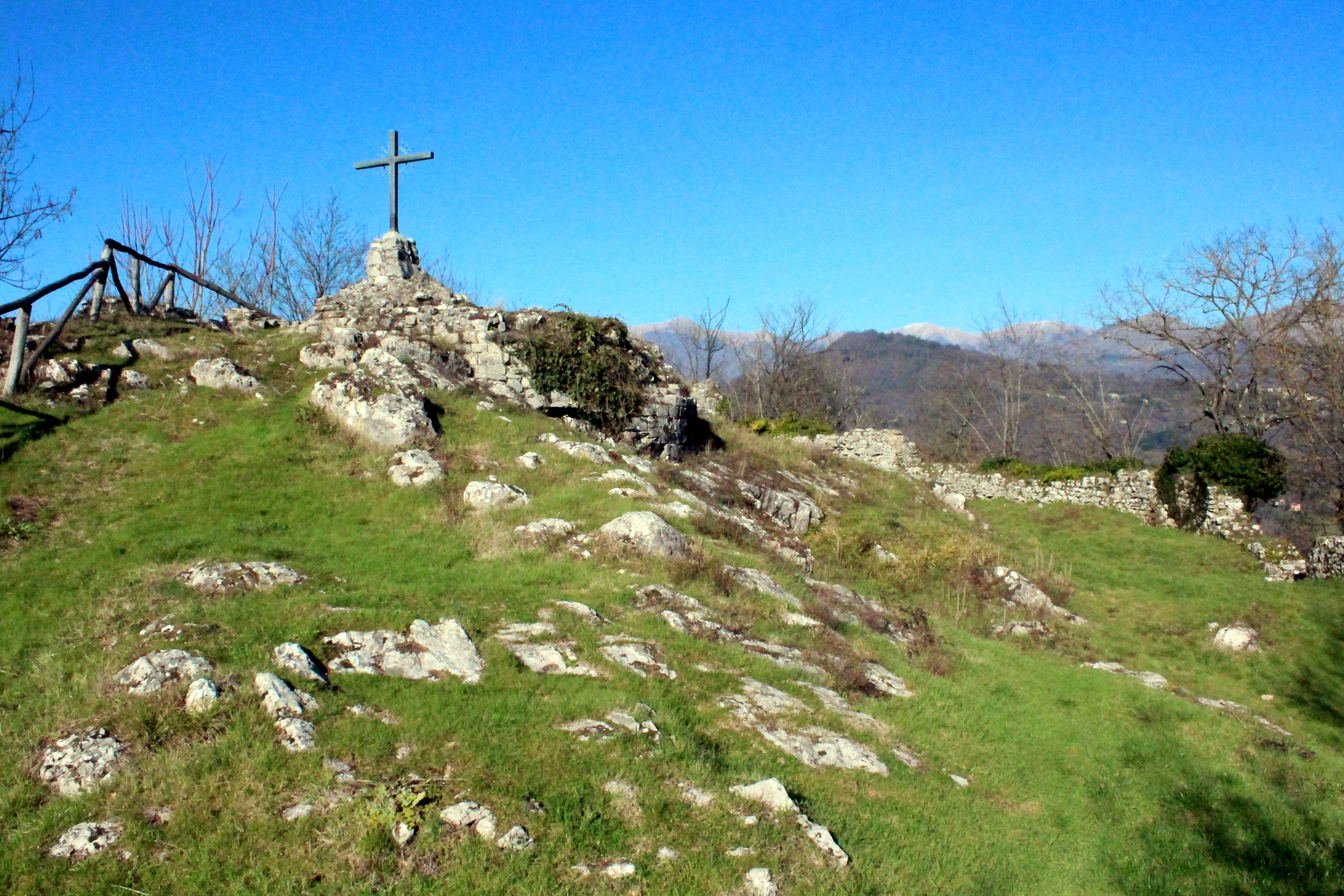
Die Burgruine Rocca di Mozzano im Ortsteil Rocca

- Ponte della Maddalena, auch genannt Ponte del Diavolo (Teufelsbrücke), mittelalterliche Brücke über den Serchio und Wahrzeichen der Gemeinde. Der Tradition nach soll Mathilde von Tuszien den Bau veranlasst haben. Der linke Bogen (von Borgo a Mozzano flussaufwärts gesehen) wurde beim Bau der Eisenbahnstrecke Lucca-Aulla ergänzt.
- Ponte delle Catene (dt. Kettenbrücke), Brücke über den Lima zwischen Borgo a Mozzano und Fornoli (Ortsteil von Bagni di Lucca). Entstand durch Lorenzo Nottolini und wurde 1860 fertiggestellt.
- Chiesa di San Jacopo, Kirche im Ortskern aus dem 11./12. Jahrhundert, die im 16. Jahrhundert erweitert wurde. Der heutige Campanile gehörte wahrscheinlich früher zu einer Befestigungsanlage.[9]
- Chiesa di San Rocco, Kirche im Ortskern, die 1525 entstand. Der Campanile ist aus dem Jahr 1690.[10]
- Convento di San Francesco, Kloster in Borgo a Mozzano, das seit 1526 besteht[6] und heute als Altenheim genutzt wird.[11]
- Oratorio del Crocifisso, Kirche im Ortskern, enthält Skulpturen aus dem 16. Jahrhundert.[11]
- Oratorio della Madonna dei Ferri (auch Madonna delle Grazie genannt), um 1597/98 entstandene Kirche im Ortskern.
- Pieve di San Giovanni Battista a Cerreto (auch Pieve a Solazzo genannt[8]), bereits 995 erwähnte Pieve bei Cerreto.[12]
- Pieve di Santa Maria Assunta a Diecimo, Pieve im Ortsteil Diecimo. Gehörte wahrscheinlich zu den 28 von Frediano von Lucca gegründeten Kirchen und wurde 919 erstmals durch Peter II., Bischof von Lucca, dokumentiert. Wurde am Anfang des 12. Jahrhunderts auf Bestreben von Mathilde von Tuszien erweitert.[13]
- Chiesa di San Martino in Greppo, Kirche in Diecimo, die um das 10./11. Jahrhundert entstand.[8]
- Rocca di Mozzano, ehemalige Burg und heutige Burgruine der Apuaner, die später durch die Römer und die Langobarden erweitert und verstärkt wurde.[14]
- Chiesa di Santa Maria Assunta, bereits 1260 erwähnte Kirche nahe der Rocca.[14]
- Chiesa di San Pietro, Kirche im Ortsteil Anchiano, die ab dem 15. Jahrhundert erbaut wurde.[15]
- Chiesa di San Frediano, Kirche im Ortsteil Chifenti, die im 15. Jahrhundert entstand.[16]
- Chiesa di San Michele Arcangelo, Kirche in Corsagna, die bereits 1260 erwähnt wurde und im 15. Jahrhundert stark verändert und vergrößert wurde.[17]
- Santuario di Serra (Nostra Signora della Consolazione), Sanktuarium aus dem 15. Jahrhundert nahe Corsagna. Enthält von Jacopo Mantovani das Werk Madonna in trono con Bambino (1596 entstanden).[17]
- Torre del Bargiglio (auch Occhio di Lucca genannt), Turmruine am Berg Monte Bargiglio (866 m) nahe dem Ortsteil Cune.[18]
- Chiesa di San Bartolomeo, Kirche außerhalb des Ortsteils Cune, die seit mindestens 1387 besteht.[19]
- Chiesa di Santa Elisabetta, Kirche in Dezza Alta. Die antike Kirche wurde am Anfang des 19. Jahrhunderts umgestaltet.[20]
- Chiese dei Santi Lorenzo e Donato, Zwillingskirchen im Ortsteil Domazzano. San Donato mit freistehendem Campanile auf der anderen Straßenseite befindet sich vor dem Ort im unteren Teil, San Lorenzo am Ortseingang. Beide Kirchen entstanden im 12. Jahrhundert und unterstanden damals der Pieve a Diecimo.[21][22]
- Chiesa di Santa Maria Assunta, Kirche im Ortsteil Gioviano aus dem 13. Jahrhundert.[23]
- Chiesa di San Giusto, Kirche im Ortsteil Motrone, die seit mindestens 1260 existiert.[8]
- Chiesa di Sant’Ilario, Kirche im Ortsteil Oneta, die seit mindestens 1260 existiert.[8]
- Chiesa dei Santi Giusto e Clemente, Kirche im Ortsteil Partigliano. Enthält Werke von Giuseppe Antonio Luchi (Diecimino genannt, 1709–1774[24]) das Werk Madonna col Bambino e i santi Clemente, Lucia, Giusto, Caterina d’Alessandria.[25]
- Chiesa di San Romano (San Romano in Turrite), Kirche aus dem 15. Jahrhundert im Ortsteil San Romano.[26]
- Pieve di San Pietro, bereits 1072 erwähnte Pieve im Ortsteil Valdottavo.[27]

## Verkehr
- Der Ort liegt an der Strada Statale 12 dell’Abetone e del Brennero und an der historischen Via Clodia.
- Der Ort hat den Haltepunkt Borgo a Mozzano an der Bahnstrecke Aulla Lunigiana–Lucca.

## Söhne und Töchter der Gemeinde
- Johannes Leonardi (1541–1609), Priester und Ordensgründer, geboren im Ortsteil Diecimo
- Federico Mattiello (* 1995), Fußballspieler